# Barbora Hrzánová
Barbora Hrzánová (née le 22 avril 1964 à České Budějovice) est une actrice et chanteuse tchèque.

## Biographie
Barbora Hrzánová est la fille de l'acteur Jiří Hrzán (cs) et de Věra Šmídová, infirmière, mais aussi issue d'une famille de comédiens.
Après son diplôme de la Faculté de théâtre de l'Académie des arts du spectacle de Prague (DAMU), elle rejoint le Théâtre National. En 1993, elle le quitte pour le théâtre sur la Balustrade. Son premier rôle cinématographique qui la rend célèbre est celui de Johanka, handicapée mentale, dans le film Requiem pro panenku (cs) de Filip Renč (cs) en 1991, présenté au Festival international du film de Toronto. En 1994, elle remporte le prix Alfréd-Radok de la meilleure interprétation féminine dans La Mouette de Tchekhov. Elle joue ensuite pendant dix ans avec Jan Hrušínský (cs) au Théâtre de Řeznická dans la comédie musicale Hello, Dolly! et l'opérette Polská krev (cs). Au Théâtre sur le Lac, elle joue le rôle de Štepka dans la pièce Petrolejové lampy. Depuis 1999, elle est une actrice indépendante.
L'actrice est membre du groupe Bára Hrzánová & Condurango, qu'elle forme dans les années 1980 avec Pavel Anděl (cs), un ancien camarade de la DAMU. Elle est la principale compositrice du groupe, en plus de chanter et de jouer des percussions et de la trompette.
Elle est nommée trois fois aux Lions tchèques, pour le prix de la meilleure actrice dans un second rôle, dans les films Merci pour chaque nouveau matin en 1994, Les Conspirateurs du plaisir en 1996 et Modrý tygr (cs) en 2012. Elle tient le duo central avec son époux depuis 1993 Radek Holub (cs) dans le comédie Už. En 2003, elle reçoit le prix Thalia pour sa performance dans la pièce Hrdý Budžes au théâtre de Příbram. Elle remporte également le premier prix du concours de l'Acteur Invisible en 2008 pour sa performance dans la pièce radiophonique avec Pipi Dlouhá punčocha, une adaptation du personnage d'Astrid Lindgren.

## Crédit d'auteurs
- (cs) Cet article est partiellement ou en totalité issu de l’article de Wikipédia en tchèque intitulé « Barbora Hrzánová » (voir la liste des auteurs).